# 明丘米納湖 (阿拉斯加州)
明丘米納湖（英語：Lake Minchumina）是位於美國阿拉斯加州育空-科尤庫克人口普查區的一個人口普查指定地區。根據2010年美國人口普查，該地共人口13人，而該地的面積約為632.20平方千米。

## 地理
明丘米納湖的座標為63°53′38″N 152°18′07″W / 63.89389°N 152.30194°W，而該地的平均海拔高度為192米（即630英尺）。